# David Linde i Sales
David Linde i Sales (Barcelona, 22 de març de 1969) és un exfutbolista català, que jugava com a davanter.

## Trajectòria
Format al planter del Damm CF, passa a les categories inferiors del FC Barcelona, on arriba a debutar amb el primer equip a la temporada 1987/88 i hi juga dos partits. L'estiu de 1988 passa al CD Logroñés, on passa la seua millor època. Amb els riojans juga tant a Primera com a Segona Divisió. A la màxima categoria destaca la temporada 1992/93, en la qual apareix en 18 partits i marca 3 gols, si bé mai va ser titular amb el Logroñés.
Llevat de la temporada 1990/91, en què milita a l'AEC Manlleu, juga amb el Logroñés fins al 1993, quan passa a un dels grans, el Sevilla FC. A la capital andalusa no va tenir gairebé cap oportunitat a les dues campanyes que hi va militar, amb un bagatge de 6 partits i un gol. En les sis temporades que hi juga a la primera divisió, Linde va acumular 43 partits i 5 gols.
La temporada 1995/96 fitxà per la UE Tàrrega, i fou un dels jugadors més destacats de la Tercera Divisió catalana, amb 22 gols en 31 partits. El 1998 retorna al Manlleu i la darrera temporada, la 99/00 apareix a les files del Santa Eulàlia illenc. L'estiu del 2000 penja les botes.